# Thomisus shillongensis
Thomisus shillongensis là một loài nhện trong họ Thomisidae.
Loài này thuộc chi Thomisus. Thomisus shillongensis được miêu tả năm 1963 bởi Sen.